# Campione lunare 14321

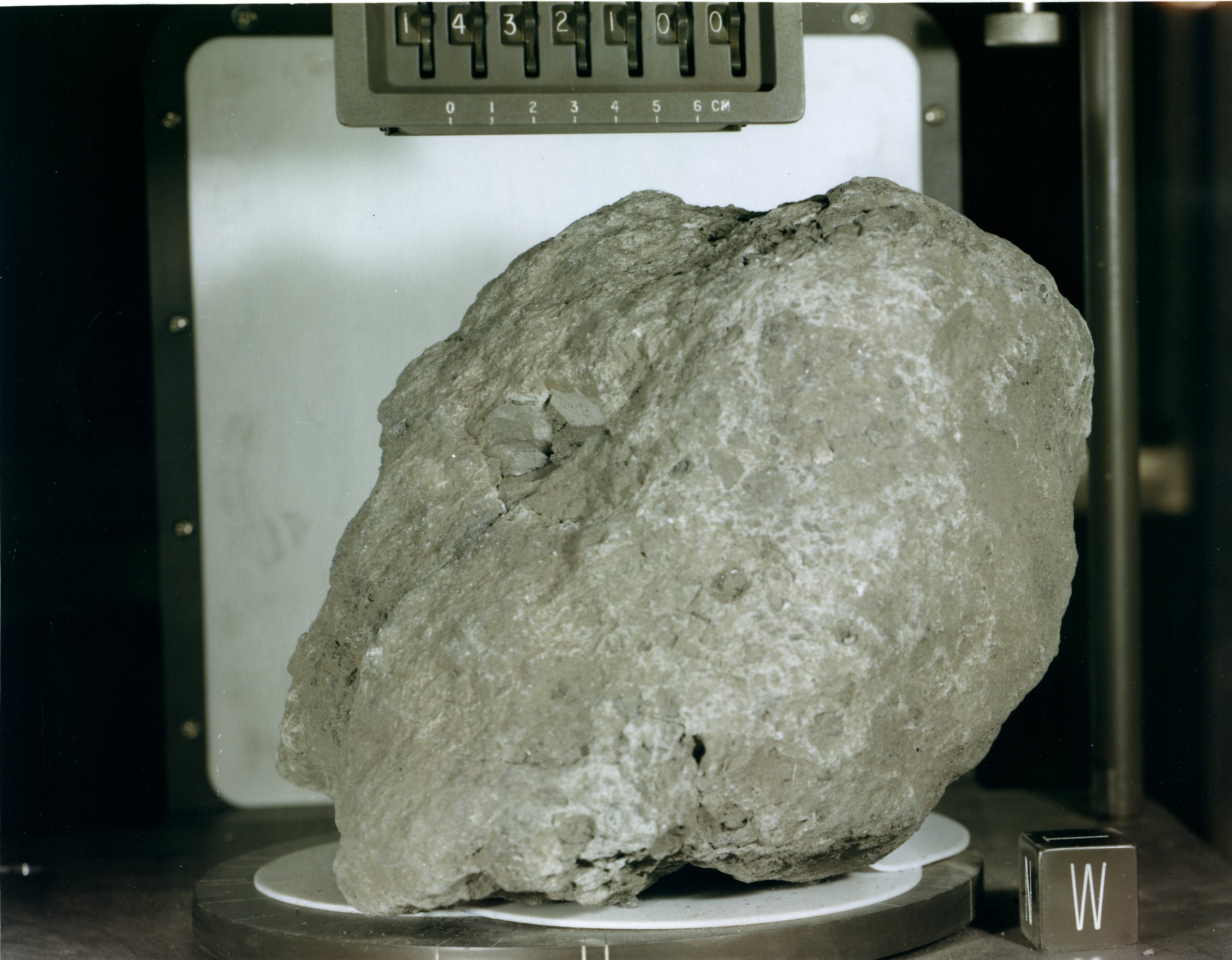
Il campione 14321, raccolto sulla Luna nel 1971 durante la missione Apollo 14.

Il campione lunare 14321, indicato informalmente come Big Bertha (la "grande Berta" in italiano), è un campione raccolto nel 1971 dagli astronauti della missione Apollo 14, nella regione del cratere Fra Mauro sulla Luna. Si tratta di una breccia, dal peso di 8,998 kg. È il terzo campione per massa raccolto sulla superficie lunare durante il Programma Apollo, dopo i campioni 61016 Big Muley e 15555 Great Scott.
Il campione incorpora un meteorite di origine terrestre. Si tratta del primo meteorite originario della Terra trovato su un altro corpo celeste e la più antica roccia terrestre.

## Raccolta
Il campione lunare 14321 fu raccolto durante la missione Apollo 14, dal comandante Alan Shepard, in prossimità del bordo del cratere Cone, durante la seconda attività extraveicolare alla stazione C1.
Il campione è stato soprannominato Big Bertha, la "grande Berta", come il cannone utilizzato dall'esercito tedesco durante la prima guerra mondiale  perché era la roccia lunare più massiccia raccolta fino ad allora.

## Origine terrestre
Nel gennaio del 2019, alcuni ricercatori hanno ipotizzato che la roccia sia un meteorite di origine terrestre, scagliato nello spazio in seguito ad un impatto astronomico verificatosi sul pianeta e successivamente precipitato sulla Luna. Analizzando un frammento (clasto) incluso nella roccia, hanno rilevato la presenza di granito e quarzo, comuni sulla Terra, ma rari da trovare sulla Luna. Per datare il campione, i ricercatori della Curtin University hanno analizzato in particolare uno zircone in esso presente, ottenendo un'età stimata di circa quattro miliardi di anni. La composizione dello zircone, inoltre, è confrontabile con quella degli zirconi presenti sulla Terra, ma risulta piuttosto differente da quella degli zirconi presenti negli altri campioni lunari. Se l'origine terrestre fosse confermata, la roccia sarebbe una delle rocce terrestri più antiche note, risalendo al periodo Adeano.